# Unterseeboot 172
Le Unterseeboot 172 (ou U-172) est un sous-marin allemand (U-Boot) de type IX.C utilisé par la Kriegsmarine pendant la Seconde Guerre mondiale.

## Historique
Mis en service le 5 novembre 1941, l'Unterseeboot 172 reçoit sa formation de base à Stettin dans la 4. Unterseebootsflottille jusqu'au 30 avril 1942, il rejoint sa flottille de combat à la base sous-marine de Lorient dans la 10. Unterseebootsflottille.
Il quitte le port de Kiel pour sa première patrouille le 22 avril 1942 sous les ordres du Kapitänleutnant Carl Emmermann. Après 12 jours en mer, il rejoint la base sous-marine de Lorient le 3 mai 1942.
L'Unterseeboot 172 effectue six patrouilles dans lesquelles il coule 26 navires marchands pour un total de 152 080 tonneaux au cours de ses 395 jours en mer.
Le 15 juin 1942 à 20 heures, l'U-172 en patrouille au large du Costa Rica rencontre le navire marchand norvégien Bennestvet (commandé par le capitaine Olaf Nøstdahl et faisant route vers Cristobal depuis La Nouvelle Orléans) ; celui-ci transporte du matériel à usage militaire (camions, chars, gas-oil, ciment, acier). Le capitaine Carl Emmermann donne l'ordre de faire feu. La torpille atteint le navire le coupant en deux ; il coule en moins d'une minute, causant la mort de 12 personnes (dont le capitaine Nøstdahl). Le chef ingénieur Erling Kalseth est le seul officier rescapé. Le submersible fait surface, le commandant Emmermann questionne les survivants et leur donne du pain. Emmermann veut serrer les mains des survivants mais ceux-ci refusent. Deux jours plus tard les survivants furent repérés par un avion puis secourus par l'USS PC-58 et débarqués le 18 juin à Cristobal.
Le 8 octobre 1942, l'U-172 est attaqué par la corvette britannique HMS Rockrose qui lui lance des charges de profondeur, mais ne subit que de légers dommages.
Le 10 octobre 1942 à 13 heures 01 minute, l'U-Boot est en immersion périscopique juste après avoir coulé le navire Orcades lorsqu'un avion lui lance trois grenades sous-marines. Aucun dommage n'est causé, l'U-172 quitte la zone en plongée sans s'occuper des survivants de son attaque.
Le 28 mars 1943, lors d'une attaque par la meute (groupe de combat) Seeräuber (Pirate) contre le petit convoi RS-3, trois navires sont coulés, trois des huit sous-marins attaquants sont gravement endommagés, dont l'U-172.
Le 7 avril 1943, l'U-172 est attaqué par deux bombardiers Consolidated B-24 Liberator (USAAF Squadron 1), qui lui lancent douze grenades sous-marines. L'U-172 re en affronte ses assaillants en surface, sans être endommagé.
Le 11 août 1943, un aéronef non identifié attaque l'U-172 pendant qu'il s'occupe du sauvetage de l'équipage du U-604 après son sabordage. Un membre d'équipage de l' U-172 est tué (Maschinenobergefreiter Fritz Schiemann).
Sa sixième patrouille le fait quitter le port de Lorient le 22 novembre 1943 sous les ordres de l'Oberleutnant zur See Hermann Hoffmann. Après 22 jours en mer, l'U-172 est coulé le 13 décembre 1943, dans l'Atlantique ouest au large des îles Canaries par des GAU-8 Avenger et des Grumman F4F Wildcat du porte-avions d'escorte USS Bogue et des destroyers USS George E. Badger (en), USS Clemson, USS Osmond Ingram (en) et USS Du Pont (en). La bataille entre l'U-172 et la petite flotte combinant navires et avions dure 27 heures et plus de 200 charges de profondeur sont lancées par les destroyers.

Treize membres de l'équipage du U-172 sont tués et 46 survivent au naufrage à la position géographique de 26° 29′ N, 29° 58′ O.

## Affectations successives
- 4. Unterseebootsflottille du 5 novembre 1941 au 30 avril 1942 (entrainement)
- 10. Unterseebootsflottille du 1er mai 1942 au 13 décembre 1943 (service actif)

## Commandement
- Kapitänleutnant Carl Emmermann du 5 novembre 1941 au 31 octobre 1943
- Oberleutnant zur See Hermann Hoffmann du 1er novembre 1943 au 13 décembre 1943

## Patrouilles
|       | Commandant             | Départ           | Départ  | Arrivée          | Arrivée | Jours     | Succès    |
| ----- | ---------------------- | ---------------- | ------- | ---------------- | ------- | --------- | --------- |
| 1     | Kptlt. Carl Emmermann  | 22 avril 1942    | Kiel    | 3 mai 1942       | Lorient | 12 jours  |           |
| 2     | Kptlt. Carl Emmermann  | 11 mai 1942      | Lorient | 21 juillet 1942  | Lorient | 72 jours  | 40 619    |
| 3     | Kptlt. Carl Emmermann  | 19 août 1942     | Lorient | 27 décembre 1942 | Lorient | 131 jours | 60 048    |
| 4     | Kptlt. Carl Emmermann  | 21 février 1943  | Lorient | 17 avril 1943    | Lorient | 56 jours  | 28 467    |
| 5     | Kptlt. Carl Emmermann  | 29 mai 1943      | Lorient | 7 septembre 1943 | Lorient | 102 jours | 22 946    |
| 6     | Oblt. Hermann Hoffmann | 22 novembre 1943 | Lorient | 13 décembre 1943 | Coulé   | 22 jours  |           |
| Total | Total                  | Total            | Total   | Total            | Total   | 395 jours | 152 080 t |

Note : Oblt. = Oberleutnant zur See - Kptlt. = Kapitänleutnant

### OpérationsWolfpacks
L'U-172 a opéré avec les Wolfpacks (meute de loups) durant sa carrière opérationnelle:
1. Eisbär (25 août 1942 - 1er septembre 1942)
2. Unverzagt (12 mars 1943 - 17 mars 1943)
3. Seeräuber (25 mars 1943 - 30 mars 1943)

## Navires coulés
L'Unterseeboot 172 a coulé 26 navires marchands pour un total de 152 080 tonneaux pendant les six patrouilles (395 jours en mer) qu'il effectua.
| Date             | Nom                 | Nationalité     | Tonnage (GRT) | Fait  |
| ---------------- | ------------------- | --------------- | ------------- | ----- |
| 27 mai 1942      | Athelknight         | Grande-Bretagne | 8 490         | Coulé |
| 3 juin 1942      | City of Alma        | USA             | 5 446         | Coulé |
| 5 juin 1942      | Delfina             | USA             | 3 480         | Coulé |
| 8 juin 1942      | Sicilien            | USA             | 1 654         | Coulé |
| 14 juin 1942     | Lebore              | USA             | 8 289         | Coulé |
| 15 juin 1942     | Bennestvet          | Norvège         | 2 438         | Coulé |
| 18 juin 1942     | Motorex             | Grande-Bretagne | 1 958         | Coulé |
| 23 juin 1942     | Resolute *          | Colombie        | 35            | Coulé |
| 9 juillet 1942   | Santa Rita          | USA             | 8 379         | Coulé |
| 7 octobre 1942   | Chicksaw City       | USA             | 6 196         | Coulé |
| 7 octobre 1942   | Firethorn           | Panama          | 4 700         | Coulé |
| 8 octobre 1942   | Pantelis            | Grèce           | 3 845         | Coulé |
| 10 octobre 1942  | Orcades             | Grande-Bretagne | 23 456        | Coulé |
| 31 octobre 1942  | Aldington Court     | Grande-Bretagne | 4 891         | Coulé |
| 2 novembre 1942  | Llandilo            | Grande-Bretagne | 4 996         | Coulé |
| 23 novembre 1942 | Benlomond           | Grande-Bretagne | 6 630         | Coulé |
| 28 novembre 1942 | Alaskan             | USA             | 5 364         | Coulé |
| 4 mars 1943      | SS City of Pretoria | Grande-Bretagne | 6 049         | Coulé |
| 13 mars 1943     | Thorstrand          | Norvège         | 3 041         | Coulé |
| 13 mars 1943     | Keystone            | USA             | 5 565         | Coulé |
| 16 mars 1943     | Benjamin Harrison   | USA             | 7 191         | Coulé |
| 29 mars 1943     | Moanda              | Belgique        | 4 621         | Coulé |
| 28 juin 1943     | Vernon City         | Grande-Bretagne | 4 748         | Coulé |
| 12 juillet 1943  | African Star        | USA             | 6 507         | Coulé |
| 15 juillet 1943  | Harmonic            | Grande-Bretagne | 4 558         | Coulé |
| 24 juillet 1943  | Fort Chilcotin      | Grande-Bretagne | 7 133         | Coulé |

- Navire à voile